# Alveolopalatal konsonant
En alveolopalatal fon uttalas genom att tungryggen trycks mot tandvallen. I praktiken grupperas de icke-frikativa alveolopalatala konsonanterna för det mesta med de dentala, de alveolara och de postalveolara, då dessa grupper mycket sällan står i fonemisk kontrast med varandra.
I svenskan finns två alveolopalatala konsonanter:
- en tonlös frikativa: tonlös [ɕ] (det svenska tje-ljudet i ord som tjock, kött eller kjol).
- en tonande frikativa: (ett hårt ljudande svenskt ji-ljud i ord som jord, gärna, gjuten eller ljus).

Tonlös alveolopalatal frikativa och tonande alveolopalatal frikativa.